# Šahovska notacija
Šahovska notacija je skraćeni način zapisivanja šahovskih poteza, partija i pozicija. Ona zamjenjuje dugački opis običnim riječima, npr: »Bijeli igra pješaka ispred kralja za dva polja naprijed«, kako je npr. pisao Philidor, veliki igrač i teoretičar iz XVIII st.
U općoj upotrebi danas je takozvana algebarska notacija. Ona se prvi put pojavljuje još u jednom francuskom rukopisu iz 1173. godine, ali u široku upotrebu ušla je tek u XIX. st. Godine 1981. FIDE ju je usvojila kao standard. U zemljama engleskog govorog područja još se ponekad koristi t.zv. opisna notacija.
Danas je bitna i notacija PGN koja koristi englesku algebarsku notaciju, a čita ju većina programa.

### Označavanje polja
Sva 64 šahovska polja označavaju se kombinacijom jednog slova i jedne brojke na sljedeći način:
redovi ("horizontale") označavaju je brojevima od 1 do 8 i to tako, da je prvi red onaj na kojem na početku stoje bijele figure, drugi red onaj na kojem stoje bijeli pješaci itd. (dakle crni pješaci stoje na sedmom redu, a figure na osmom);
linije ("vertikale") označavaju se slovima abecede: a,b,c,d,e,f,g,h i to tako, da se gledano od strane bijelog obilježava slijeva nadesno.
Dakle, na početku partije dame se nalaze na poljima d1 i d8, kraljevi na poljima e1 i e8.

## Figure
Figure se označavaju kraticama:
K= kralj
D= dama
T= top
L= lovac
S= skakač
P= pješak
Ova notacija je univerzalna, iako naravno u raznim jezicima postoje različite oznake za pojedine figure. U knjigama se figure često označavaju sličicama, prema sustavu koji je 1970-ih godina uveden u izdanjima Šahovskog informatora, izdavača iz Beograda, koji je zahvaljući tome svoja izdanja prodavao u cijelom svijetu.

## Potezi
Kada bilježimo šahovsku partiju, poteze označavamo rednim brojem. U tzv. punoj notaciji bilježimo: oznaku figure, početno polje i završno polje. (Dovoljno bi bilo navesti samo početno i završno polje, ali navodi se i oznaka figure da bi se olakšalo onome tko čita tekst partije.) Za poteze pješakom, ne navodi se slovo P - tj. ako nema oznake za figuru, podrazumijeva se da je to pješak.
Početak jedne partije zabilježen punom notacijom izgleda ovako:
1.e2-e4 e7-e5 2.Sg1-Sf3 Sb8-c6 3.Lf1-b5 a7-a6 4.Lb5-a4 Sg8-f6 itd.
Puna notacija olakšava pregledavanje partije početniku, ali u praksi se obično koristi tzv. skraćena notacija, pri čemu se bilježi samo oznaka figure i završno polje. Prethodna četiri poteza zapisuju se ovako:
1.e4 e5 2. Sf3 Sc6 3.Lb5 a6 4.La4 Sf6.
Pri tome valja pripaziti jer se može pojaviti dvosmislenost, ako dva topa, lovca ili skakača mogu doći na isto polje. Tada se dodatnom oznakom obilježava linija ili red početnog polja.
Npr. ako se bijeli skakači nalaze na c3 i g1, oba mogu doći na e2. Tada pišemo: Sce2 ili Sge2. Ako se topovi nalaze na h3 i h5, oba mogu doći na h4. Tada pišemo T3h4 ili T5h4.
Rohadu označavamo znakom "0-0"u slučaju male rohade (s kraljevim topom) ili "0-0-0" u slučaju velike rohade (s kraljičinim topom). U slučaju promocije, iza oznake završnog polja stavljamo znak figure u koju se pješak promovirao, npr. e7-e8S (u punoj notaciji) ili e8S (u skraćenoj notaciji).

## Dodatni znakovi
Ova su pravila dovoljna, da bi se bilo koja partija jednoznačno zapisala. Postoje još neki dodatni znakovi koji olakšavaju praćenje partije.
Šah se označava znakom "+".
Dvostruki šah može se označiti sa "++".
Mat znakom "#".
Uzimanje se označava dvotočkom: ":" ili matematičkim znakom za množenje: "×".
Pri skraćenoj notaciji za pisanje poteza, u literaturi se sreću dvije konvencije: da se znak uzimanja stavlja između oznake za figuru koja se kreće i završnog polja, ili da se stavlja između oznake figure i završnog polja. 
Tako npr. u gore navedenm primjeru početka partije u četvrtom potezu bijeli može lovcem uzeti skakača, što se bilježi s 4.Lc6: (ili 4. Lc6×) ili 4.L:c6 (4. L×c6). 
Pri punoj notaciji stavlja se između oznaka za početno i za završno polje: 4. Lb5:c6 odnosno 4. Lb5×c6.
Ako uzima pješak, obično se ne stavlja znak ":", nego samo oznaka za liniju, na kojoj se pješak nalazio, te za polje na kojem uzima. Tako npr. u navedenom primjeru, nakon što je lovac pojeo skakača, crni može pojesti lovca na dva načina: s bc6 ili dc6.
Ako je u navođenju partije napravljen prekid nakon poteza bijelog zbog komentara ili davanja dijagrama, u nastavku se potez crnog navodi nakon rednog broja i znaka trotočke. Npr. u navedenom primjeru četvrti potez crnog bilježimo 4. … bc6 ili 4. … dc6.

## Znakovi komentara
Uz poteze se u literaturi uobičajeno koriste sljedeći znakovi komentara:
!	Dobar potez
!!	Vrlo dobar potez
?	Loš potez
??	Vrlo loš potez
!?	Potez vrijedan pažnje
?!	Sumnjiv potez
Složeniji komentari pozicije mogu se također zapisati raznim standardnim znakovima, koje je uveo spomenuti Šahovski informator.